# Akuter exogener Reaktionstyp
Der von Karl Bonhoeffer (1868–1948) erstmals 1908 beschriebene akute exogene Reaktionstypus stellt eine Sammelbezeichnung für verschiedene akute körperlich bedingte psychische Störungen dar, bei denen die Bewusstseinstrübung das – allerdings nicht obligate – Leitsymptom darstellt. Zu diesen Störungen mit Bewusstseinstrübung zählen u. a. akute Verwirrtheitszustände, die Delirien und die Dämmerzustände. Die Störungen ohne Bewusstseinstrübung wurden von Hans Heinrich Wieck als Durchgangssyndrome klassifiziert. Zu ihnen zählen die Halluzinose, das akute Korsakow-Syndrom, das pseudoneurasthenische Syndrom und die orientierten Dämmerzustände. Sie wurden bereits von Bonhoeffer zum akuten exogenen Reaktionstypus gerechnet. Die Begrifflichkeit des akuten exogenen Reaktionstypus diente vor allem zur Abgrenzung der akuten exogenen Psychosen von den endogenen Psychosen und war daher ein Grundbegriff für die klassische deutsche Psychiatrie. Sie war in systematischer Hinsicht bedeutsam zur Aufstellung des triadischen Systems der Psychiatrie. Infolge der weit gefassten Definition des Reaktionstypus ist die Symptomatologie als unspezifisch zu betrachten. Einer großen Anzahl von Krankheitsursachen stehen eine relativ geringe Zahl von Krankheiten bzw. Krankheitssymptomen gegenüber. Diese Symptome werden als Ausdrucksgemeinschaft verstanden im Verhältnis zur Zuordnung einer Vielzahl von Krankheitsursachen in der nosologisch bestimmten Krankheitssystematik. Als synonym mit dem akuten exogenen Reaktionstyp gilt die Bezeichnung akutes hirnorganisches Psychosyndrom.